# Formula di Klein-Nishina
In elettrodinamica quantistica, la formula di Klein-Nishina
fornisce la sezione d'urto differenziale della diffusione di un fotone da un elettrone libero (scattering Compton) al più basso ordine di approssimazione ({\displaystyle \alpha ^{2}}) in termini della costante di struttura fine. Nel limite di bassa frequenza, si ritrova la sezione d'urto dello scattering Thomson.
Tale sezione d'urto vale
{\displaystyle {\frac {\mathrm {d} \sigma }{\mathrm {d} \cos \theta }}={\frac {\pi \hbar ^{2}\alpha ^{2}}{m_{e}^{2}c^{2}}}\left({\frac {k'}{k}}\right)^{2}\left({\frac {k}{k'}}+{\frac {k'}{k}}-\sin ^{2}\theta \right)}
dove {\displaystyle k} è la frequenza del fotone incidente, {\displaystyle k'} quella di quello emesso e {\displaystyle \alpha } la costante di struttura fine
Il valore di {\displaystyle k'/k} si ricava dalla cinematica dello scattering Compton e vale
{\displaystyle {\frac {k'}{k}}={\frac {1}{1+\hbar k(1-\cos \theta )/(m_{e}c)}}}

## Derivazione
Consideriamo il processo di diffusione di un fotone da parte di un elettrone inizialmente fermo. Al primo ordine di approssimazione, il processo è descritto dai diagrammi di Feynman
Dalle regole di Feynman dell'elettrodinamica quantistica, considerando:
- un fotone entrante di quadrimomento {\displaystyle k^{\mu }=(k,\mathbf {k} )}, polarizzazione {\displaystyle A}
- un elettrone fermo nello stato iniziale di quadrimomento {\displaystyle p^{\mu }=(m_{e},0)}, spin {\displaystyle r}
- un fotone uscente di quadrimomento {\displaystyle k'^{\mu }=(k',\mathbf {k'} )}, polarizzazione {\displaystyle A'}
- un elettrone uscente di quadrimomento {\displaystyle p'^{\mu }=(p_{0}',\mathbf {p'} )}, spin {\displaystyle r'}
- il propagatore fermionico {\displaystyle S(p+k)={\frac {p\!\!\!/+k\!\!\!/+m_{e}}{(p+k)^{2}-m_{e}^{2}}}}

e il processo analogo in cui si scambia il momento del fotone incidente {\displaystyle k\to -k'}
tenendo conto della cinematica per cui {\displaystyle k^{\mu }k'_{\mu }=kk'(1-\cos \theta )} e {\displaystyle p_{0}'={\sqrt {k^{2}+k'^{2}-2kk'\cos \theta +m_{e}^{2}}}}
si ottiene l'elemento di matrice
{\displaystyle i{\mathcal {M}}_{rr'}^{AA'}=-ie^{2}\varepsilon _{\mu }^{A'}(k'){\bar {u}}_{r'}(\mathbf {p} ')\gamma ^{\mu }{\frac {(p\!\!\!/+k\!\!\!/+m_{e})}{(p+k)^{2}-m_{e}^{2}}}\gamma ^{\nu }\varepsilon _{\nu }^{A}(k)u_{r}(\mathbf {p} )-ie^{2}\varepsilon _{\mu }^{A'}(k'){\bar {u}}_{r'}(\mathbf {p} ')\gamma ^{\mu }{\frac {(p\!\!\!/-k\!\!\!/'+m_{e})}{(p-k')^{2}-m_{e}^{2}}}\gamma ^{\nu }\varepsilon _{\nu }^{A}(k)u_{r}(\mathbf {p} )}
Sfruttando le proprietà dei polarizzatori, per cui {\displaystyle p^{\mu }\varepsilon _{\mu }^{A}(k)=0} se {\displaystyle p^{\mu }} non ha componente spaziale mentre {\displaystyle k^{\mu }\varepsilon _{\mu }^{A}(k)=0} sulle polarizzazioni fisiche, si può semplificare quest'espressione fino ad ottenere
{\displaystyle i{\mathcal {M}}_{rr'}^{AA'}=-{\frac {ie^{2}}{2kk'm_{e}}}{\bar {u}}_{r'}(\mathbf {k} -\mathbf {k} ')M_{AA'}u_{r}(0)}
dove 
{\displaystyle M_{AA'}=k'\varepsilon \!\!\!/_{\rho }^{A'}(k')k\!\!\!/\varepsilon \!\!\!/_{A}^{\rho }(k)+k\varepsilon \!\!\!/_{\rho }^{A}(k)k\!\!\!/'\varepsilon \!\!\!/_{A'}^{\rho }(k')}
Per il calcolo della sezione d'urto è quindi necessario calcolare il quadrato dell'elemento di matrice mediato sulle polarizzazioni e sugli spin. Si otterrà quindi
{\displaystyle {\bar {\mathcal {M}}}^{2}={\frac {1}{2}}\sum _{rr'}{\frac {1}{2}}\sum _{AA'}{\mathcal {M}}_{rr'}^{2\,AA'}={\frac {e^{4}}{8(kk'm_{e})^{2}}}\sum _{r}u_{r}(0){\bar {u}}_{r}(0){\bar {M}}_{AA'}\sum _{r'}u_{r'}(\mathbf {k} -\mathbf {k'} ){\bar {u}}_{r'}(\mathbf {k} -\mathbf {k'} )M_{AA'}}
Sfruttando la relazione
{\displaystyle \sum _{r}u_{r}(\mathbf {p} ){\bar {u}}_{r}(\mathbf {p} )=p\!\!\!/+m_{e}}
abbiamo
{\displaystyle {\bar {\mathcal {M}}}^{2}={\frac {1}{2}}\sum _{AA'}{\mathcal {M}}^{2\,AA'}={\frac {e^{4}}{8(kk'm_{e})^{2}}}{\frac {1}{2}}\sum _{AA'}\mathrm {tr} [(p\!\!\!/'+m_{e}){\bar {M}}^{AA'}(p\!\!\!/+m_{e})M^{AA'}]}
Ora, {\displaystyle (p\!\!\!/'+m_{e}){\bar {M}}^{AA'}(p\!\!\!/+m_{e})M^{AA'}={\frac {e^{4}}{8(kk'm_{e})^{2}}}{\frac {1}{2}}\sum _{AA'}[32m_{e}^{2}k^{2}k'^{2}(\varepsilon _{A}^{\mu }(k)\varepsilon _{A'\,\mu }(k'))^{2}+8kk'm_{e}(k^{\mu }k'_{\mu })(k-k')]}
Rimane da svolgere la media sulle polarizzazioni. Per farlo è necessario sfruttare l'uguaglianza
{\displaystyle \sum _{A}\varepsilon _{A}^{\mu }(k)\varepsilon _{A\,\nu }(k)=\Pi _{\mu \nu }(k)=-\eta _{\mu \nu }+{\frac {k_{\mu }k_{\nu }^{*}+k_{\nu }k_{\mu }^{*}}{k^{\lambda }k_{\lambda }^{*}}}}
da cui, tenendo conto che dalla cinematica abbiamo
{\displaystyle k^{\mu }k'_{\mu }=kk'(1-\cos \theta )}
e quindi ({\displaystyle \mathbf {k} ^{*}=-\mathbf {k} })
{\displaystyle k^{\mu }k_{\mu }^{'*}=kk'(1+\cos \theta )}
otteniamo infine
{\displaystyle {\bar {\mathcal {M}}}^{2}={\frac {e^{4}}{8(kk'm_{e})^{2}}}16m_{e}^{2}k^{2}k'^{2}\left({\frac {k'}{k}}+{\frac {k}{k'}}-\sin ^{2}\theta \right)}
La sezione d'urto si ricava applicando la formula generale
{\displaystyle \mathrm {d} \sigma ={\frac {1}{4p^{\mu }k_{\mu }}}{\bar {\mathcal {M}}}^{2}\int {\frac {\mathrm {d} \mathbf {k'} }{(2\pi )^{3}2k'}}\int {\frac {\mathrm {d} \mathbf {p'} }{(2\pi )^{3}2p_{0}'}}(2\pi )^{4}\delta ^{(4)}(k+p-k'-p')}
Ora, {\displaystyle p^{\mu }k_{\mu }=km_{e}} mentre, eliminando l'integrazione in {\displaystyle \mathrm {d} \mathbf {p'} } attraverso la delta di Dirac e scomponendo quella in {\displaystyle \mathrm {d} \mathbf {k'} } nella parte radiale e angolare otteniamo finalmente
{\displaystyle \mathrm {d} \sigma ={\frac {1}{4km_{e}}}{\frac {e^{4}}{16(kk'm_{e})^{2}}}16m_{e}^{2}k^{2}k'^{2}\left({\frac {k'}{k}}+{\frac {k}{k'}}-\sin ^{2}\theta \right)\int _{0}^{\infty }{\frac {\mathrm {d} k'\,k'}{(2\pi )^{3}}}\int {\frac {\mathrm {d} \phi \mathrm {d} \cos \theta }{2p_{0}'(k')}}(2\pi )\delta (k'+p_{0}'(k')-m_{e}-k)}
e quindi, essendo il {\displaystyle k'} che risolve l'equazione nella delta di Dirac quello corrispondente alla conservazione dell'energia, ovvero
{\displaystyle {\frac {km_{e}}{m_{e}+k(1-\cos \theta )}}}
si trova, effettuando le opportune sostituzioni, la formula di Klein-Nishina.

## Limite di bassa frequenza
Per fotoni di bassa frequenza, ovvero nel limite non relativistico, abbiamo {\displaystyle k\to 0} e quindi {\displaystyle k'/k\to 1}. In questo caso la formula di Klein-Nishina diventa
{\displaystyle {\frac {\mathrm {d} \sigma }{\mathrm {d} \cos \theta }}={\frac {\pi \alpha ^{2}\hbar ^{2}}{m_{e}^{2}c^{2}}}(2-\sin ^{2}\theta )={\frac {\pi \alpha ^{2}\hbar ^{2}}{m_{e}^{2}c^{2}}}(1+\cos ^{2}\theta )=\pi \alpha ^{2}\lambda _{e}^{2}(1+\cos ^{2}\theta )}
dove {\displaystyle \lambda _{e}=\hbar /(m_{e}c^{2})} è la lunghezza Compton dell'elettrone.